# Andreas Monheim
Andreas Monheim (* 30. November 1750 in Köln; † 9. April 1804 in Aachen) war Apotheker und der letzte Bürgermeister der Reichsstadt Aachen.

## Leben und Wirken

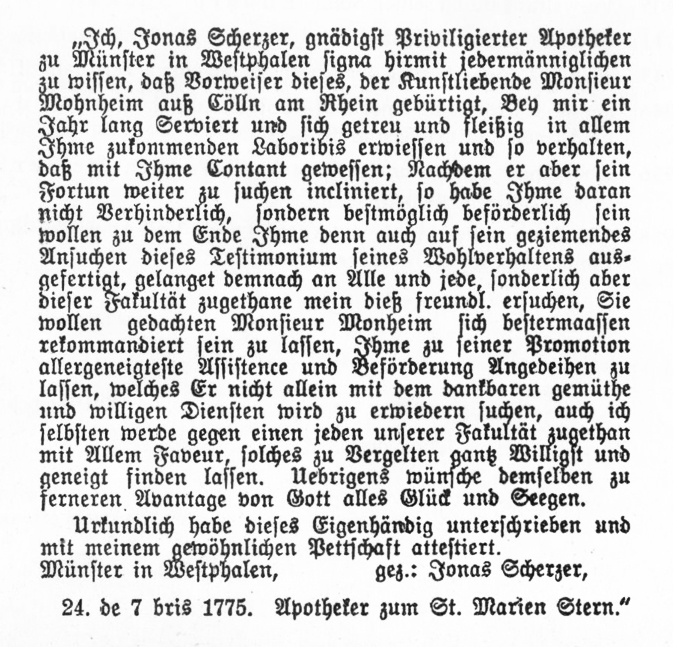
Gehilfen-Zeugnis, das der Apotheker Jonas Scherzer in Münster dem jungen Andreas Monheim 1775 ausstellte.

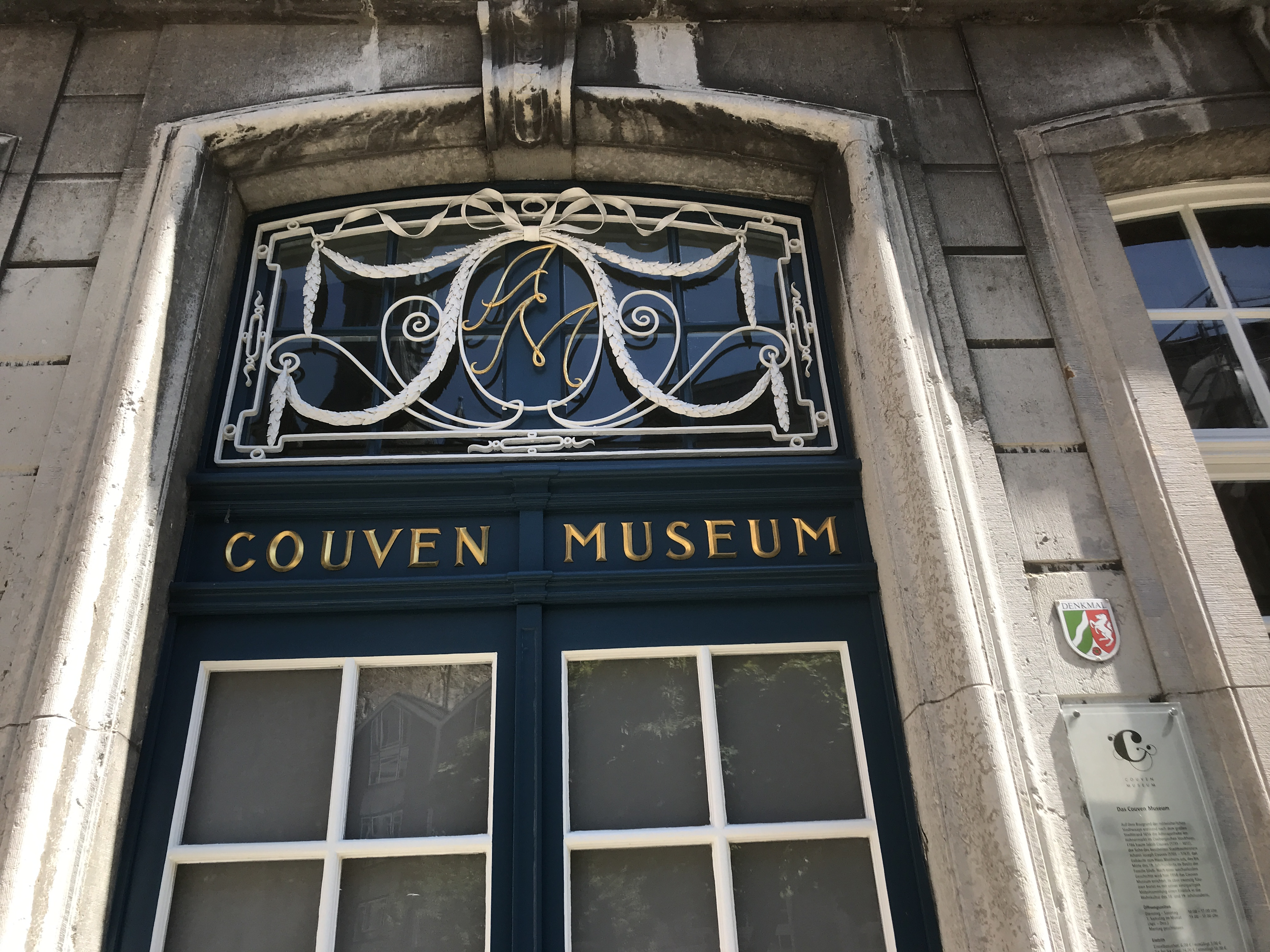
Die Initialen von Andreas Monheim über der Tür des Coeberghischen Stockhauses in Aachen.

Andreas Monheim wurde 1750 als jüngster Sohn des Holzhändlers Paul Monheim (1716 bis etwa 1771) in Köln geboren. Nach seiner Schulzeit erlernte er in Köln, Würzburg, Arlon, Biggel und Münster den Beruf des Apothekers.
1775, im Alter von 25 Jahren, zog er nach Aachen und wurde Provisor und ab 1783 Teilhaber von Heinrich Martin Jakob Coebergh, der die Adler-Apotheke im Coeberghischen Stockhaus auf dem Hühnermarkt in vierter Generation führte. Aachen hatte sich im 18. Jahrhundert zu einem mondänen Kurbad mit zahlungskräftigem Publikum entwickelt, dessen Bedarf an Arzneimitteln sehr groß war. Der Standort der Apotheke zwischen dem traditionellen Zentrum am Markt und dem Hotel- und Badeviertel an der Komphausbadstraße war sehr günstig, so dass die Apotheke außerordentlich gut lief.
Am 15. Oktober 1783 heiratete Andreas die begüterte Anna Maria Gertrud Peuschgens (* 17. März 1751 in Aachen; † 5. September 1814 in Aachen) und erhielt dadurch das Aachener Bürgerrecht. 1786 wurde sein Sohn Johann Peter Joseph geboren, 1788 und 1791 folgten die Kinder Catherina und Heinrich, der schon als Säugling starb.
Im November 1783 kaufte Andreas seinem Prinzipal das Coeberghische Stockhaus ab und ließ es 1786 vom Aachener Baumeister Jakob Couven in ein repräsentatives Wohnhaus im Rokokostil umbauen, das Haus Monheim (das seit 1958 das Aachener Couven-Museum beherbergt). Von 1783 bis 1788 führten Monheim und Coeberg die Adler-Apotheke gemeinsam, am 3. September 1788 wurde Andreas Alleininhaber und benannte die Apotheke bald darauf in Monheims Apotheke um.
Am 10. Oktober 1797 wurde Andreas Monheim zum Bürgermeister Aachens unter französischer Oberhoheit gewählt. Die Franzosen hatten vorübergehend die 1794 aufgehobene reichsstädtische Verfassung wiedereingesetzt, am 16. März 1798 wurde sie jedoch endgültig aufgehoben. Andreas Monheim war somit gemeinsam mit dem Schöffenbürgermeister Vincenz Philipp Freiherr de Witte de Limminghe der letzte Bürgermeister der freien Reichsstadt Aachen.
Nach dem Tod Andreas Monheims übernahm sein Sohn Johann Peter Joseph Apotheke und Haus Monheim.